# Vojaška demokracija
Vojaška demokracija je oblika demokracije, v kateri imajo ključno vlogo vojaške osebnosti.
Taka oblika demokracije je značilna za stari in srednji vek v predfevdalističnih deželah.
Odločanje o različnih stvareh je bilo omejeno le na bojevniški razred znotraj družbe, ki je iz svoje vrste izvolila vodjo; to je bil po navadi najbolj izkušen bojevnik.
Ta vodja pa v svojih odločitvah ni bil avtonomen, ampak se je moral posvetovati tudi z drugimi bojevniki; po navadi z zborom starešin (starejših bojevnikov).
Vojaška demokracija je bila tudi uvod v fevdalizem, saj so se kmalu znotraj družbe začele pojavljati predvsem gmotne razlike (vodja je dobil največji delež vojnega plena, starešine manjšega in navadni bojevniki najmanjšega). Vodje so kmalu postali elita družbe; predhodniki plemstva.
Prava vojaška demokracija se je zadnjič pojavila v 6. stoletju. Z razločevanjem glede na premoženje so nastali družbeni razredi. Med današnje oblike vladavine štejemo vojaško hunto, vojaško diktaturo, medtem ko klasična vojaška demokracija ne obstaja več. Kot naslednico vojaške demokracije štejemo vojaški komunizem, ki se je pojavil v prvih letih komunistične vladavine v različnih državah, ko je bil še čisti komunizem (npr. pripadniki Rdeče armade so na začetku obstoja (1917-1919) iz svojih vrst izvolili najsposobnejšega, ki jih je nato vodil; zaradi vojnega prava pa je imel tudi poveljstvo nad civilisti). 